# Wacław Bała
Wacław Bała (ur. 23 września 1937 w Żninie, zm. 13 marca 2020) – polski fizyk, dr hab., profesor Uniwersytetu Mikołaja Kopernika w Toruniu i Kazimierza Wielkiego w Bydgoszczy.

## Życiorys
W 1960 ukończył studia fizyczne na Uniwersytecie Mikołaja Kopernika w Toruniu, 1 czerwca 1970 obronił pracę doktorską, 28 listopada 1994 habilitował się na podstawie pracy zatytułowanej Elektrooptyczne własności warstw selenku cynku otrzymywanych metodą epitaksji z wiązek molekularnych. Otrzymał nominację profesorską.
Objął funkcję profesora w Instytucie Fizyki na Wydziale Fizyki, Astronomii i Informatyki Stosowanej Uniwersytetu Mikołaja Kopernika w Toruniu.
Piastował stanowisko w Instytucie Fizyki na Wydziale Matematyki, Fizyki i Techniki Uniwersytetu Kazimierza Wielkiego.
Zmarł 13 marca 2020.

## Życie prywatnie
Ożenił się w 1963. Miał dwóch synów: starszy, Piotr (ur. 1964), z wykształcenia fizyk, obecnie informatyk jest profesorem na Uniwersytecie Warszawskim, młodszy Maciej (ur. 1966) jest filozofem, profesorem Uniwersytetu Kardynała Stefana Wyszyńskiego w Warszawie.